# Malé Ludince
Malé Ludince (Hongaars: Kisölved) is een Slowaakse gemeente in de regio Nitra, en maakt deel uit van het district Levice.
Malé Ludince telt 190 inwoners.